# Robert Faurisson
Robert Faurisson, de nacimiento Robert Faurisson Aitken (Shepperton, Surrey, Inglaterra; 25 de enero de 1929 - Vichy, Allier, Francia; 21 de octubre de 2018) fue un escritor negacionista y revisionista del Holocausto y académico franco-británico . Generó mucha controversia con varios artículos publicados en el Journal of Historical Review y en otros lugares, y por cartas a periódicos franceses, especialmente Le Monde, que se inscriben en la corriente del Revisionismo del Holocausto al negar la existencia de cámaras de gas en los campos de exterminio nazis, la matanza sistemática de judíos europeos usando gas durante la Segunda Guerra Mundial y la autenticidad del Diario de Ana Frank. Después de la aprobación de la Ley Gayssot contra la negación del Holocausto en 1990, Faurisson fue procesado y multado, y en 1991 fue destituido de su puesto académico.

## Temprana edad y educación
Se cree que Faurisson es uno de los siete hijos nacidos en Shepperton, Middlesex, Inglaterra, de padre francés y madre escocesa.
Estudió literatura francesa, latina y griega (Lettres classiques), y aprobó la agrégation (el examen de la competencia más alta para calificar para ser maestro de escuela secundaria) en 1956. Se convirtió en profesor de secundaria en Vichy, mientras trabajaba en una tesis doctoral sobre el poeta Lautréamont. Obtuvo su doctorado en 1972. Luego se convirtió en profesor y después profesor de literatura francesa en la Universidad de Lyon entre 1973 y 1990.
En Vichy, como un joven maestro, llamó la atención cuando publicó una interpretación del Sonnet des voyelles de Rimbaud como un texto erótico. Alrededor de 1960, desarrolló simpatías políticas por la causa colonialista en Argelia (el movimiento Algérie française), y fue arrestado por la creencia de que era miembro de la "OAS", una organización terrorista.

## Negacionismo del Holocausto
El activismo de Faurisson como negacionista del Holocausto apareció por primera vez en 1974, cuando contactó a Yad Vashem con una extensa carta detallando una variedad de argumentos que, según afirmó, demostraban que no hubo genocidio de judíos durante la Segunda Guerra Mundial. Estas afirmaciones se basaban en su propia interpretación de los registros de archivo y su escepticismo sobre las afirmaciones y el testimonio de varias figuras históricas, entre ellas funcionarios nazis como Rudolf Höss.
Se involucró con el Institute for Historical Review durante la década de 1970, dando conferencias y publicando prolíficamente. Dos veces testificó en defensa del negacionista del Holocausto germano-canadiense Ernst Zündel, y su testimonio se ha asociado con la preparación del "Informe Leuchter", una influyente publicación de negacionismo del Holocausto. El activismo de Faurisson le generó varios críticos, tales como el historiador judío francés Pierre Vidal-Naquet.
En 1978, Faurisson escribió un texto en francés, "El diario de Ana Frank - ¿Es auténtico?". Apareció en una traducción en neerlandés en 1985, con el título modificado, "The Diary of Anne Frank - A Forgery". Los escritos de Faurisson sobre el tema primero salieron a la luz pública durante un juicio entre Otto Frank y Heinz Roth, propietario de una editorial responsable de la circulación de varios escritos neonazis, incluidas varias publicaciones que impugnaban la autenticidad del diario de Ana Frank. Los escritos de Faurisson sobre el tema ingresaron en el registro judicial como una opinión experta en defensa de Roth. El fallo de la corte de 1978 fue que Roth debía abstenerse de publicar cualquier material de lectura que alegue que el diario fue un fraude.
El presidente iraní, Mahmoud Ahmadinejad, otorgó a Faurisson un premio por "coraje" en Teherán, Irán, el 2 de febrero de 2012.

### Escándalo Faurisson
Faurisson fue multado por un tribunal francés en 1983, por haber declarado que "Hitler nunca ordenó ni permitió que alguien fuera asesinado por razón de su raza o religión".
Uno de los trabajos de Faurisson fue publicado con una introducción de Noam Chomsky. Resultó que la introducción de Chomsky no había sido escrita para este propósito, pero Chomsky autorizó su uso para defender a Faurisson en un contexto diferente. [se necesita aclaración] La pieza de Chomsky fue una defensa general de la libertad de expresión, incluida la de Faurisson. Chomsky declaró que "no veo implicaciones antisemitas en la negación de la existencia de cámaras de gas, o incluso la negación del Holocausto ... No veo indicios de implicaciones antisemitas en el trabajo de Faurisson", y consideró a Faurisson como "relativamente liberal apolítico de algún tipo". Chomsky fue acusado de apoyar a Faurisson, en lugar de defender su derecho a la palabra, la primera de las cuales fue rechazada por Chomsky. Tras señalar que había descrito el Holocausto como "el arrebato más fantástico de locura colectiva en la historia de la humanidad", Chomsky argumentó que sus puntos de vista eran "diametralmente opuestos" a los de Faurisson sobre el tema.
En septiembre de 1989, Faurisson fue golpeado por asaltantes desconocidos que decían ser "Los Hijos de la Memoria de los Judíos", una organización sobre la que no se sabe nada, ni antes ni después del incidente. Faurisson había estado paseando a su perro en un parque en Vichy y tres hombres jóvenes le habían pateado y golpeado, rompiéndole la mandíbula.
Poco después de que la Ley Gayssot, un estatuto aprobado que prohíbe la negación del Holocausto, se promulgara en 1990, Faurisson fue declarado culpable de negación del Holocausto por un tribunal francés. En 1991, Faurisson fue destituido de su cátedra universitaria. Desafió el estatuto como una violación del derecho internacional en el Pacto Internacional de Derechos Civiles y Políticos y el Comité de Derechos Humanos. Faurisson presentó una queja ante el Comité de Derechos Humanos de las Naciones Unidas en 1993; el Comité rechazó en 1996 la afirmación de Faurisson de que el enjuiciamiento de Francia por él constituía una violación del Primer Protocolo Facultativo del Pacto Internacional de Derechos Civiles y Políticos. El Comité confirmó la Ley Gayssot como necesaria para contrarrestar el posible antisemitismo.
Faurisson fue acusado nuevamente en un juicio el 11 de julio de 2006. Fue acusado de negar el Holocausto en una entrevista con la estación de televisión iraní "Sahar 1" en febrero de 2005. El 3 de octubre de 2006, le dieron un plazo de tres meses y una multa de 7500 € por esta ofensa. En diciembre de 2006, Faurisson pronunció un discurso en la "Conferencia internacional para revisar la visión global del Holocausto", que fue patrocinada por el gobierno de Irán.
Desde finales de 2008, Faurisson se ha acercado al comediante y activista político Dieudonné M'bala M'bala, apareciendo con él públicamente en el escenario y en video, y celebrando su 80 cumpleaños en su teatro. Dieudonné le otorgó a Robert Faurisson un premio de "paria insolente". El premio fue presentado por uno de los asistentes de Dieudonné, Jacky, vestido con un uniforme de campo de concentración con una insignia amarilla. Esto le ganó a Dieudonné una condena judicial.

## Libros
- A-t-on lu Rimbaud ?, 1961.
- A-t-on bien lu Lautréamont ?, 1972
- La Clé des Chimères et autres chimères de Nerval, 1977
- Mémoire en défense contre ceux qui m'accusent de falsifier l'histoire, La Vieille Taupe, 1980.
- Réponse à Pierre Vidal-Naquet, La Vieille taupe, 1982, ISBN 2-903279-04-7
- « Chronique sèche de l'Épuration – Exécutions sommaires dans quelques communes de Charente limousine », Revue d'Histoire révisionniste 4, feb-abr 1991.
- Réponse à Jean-Claude Pressac, editó la AAARGH, 1993
- Écrits révisionnistes (1974-1998), 4 v. Édition privée hors commerce, 1999.
- Écrits révisionnistes (1999-2004), 5 v. Édition privée hors commerce, 2005.
- Het « Dagboek » van Anne Frank : een kritische benadering, en colaboración con Siegfried Verbeke.
- Le révisionnisme de Pie XII, 2009